# Cavalerie byzantine
Pour un article plus général, voir Armée byzantine.

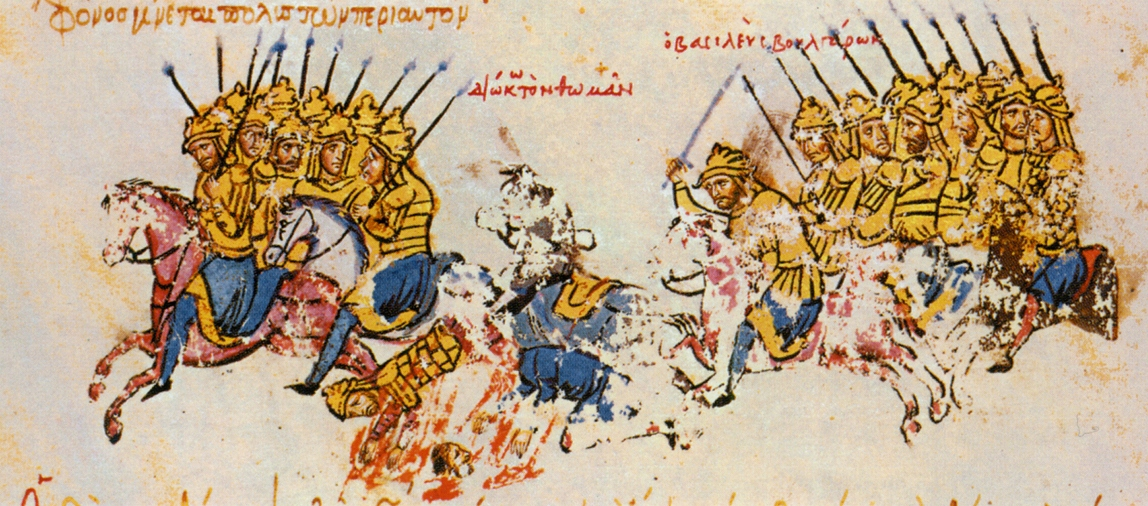
Mêlée de cavaleries byzantine et bulgare.

Les Byzantins maintinrent la tradition d'une cavalerie lourdement armée et cuirassée durant tout le Moyen Âge, le cataphractaire.

## Aux origines de l'empire
Dès la fin du IIIe siècle, l'Empire romain est séparé en deux parties et il est définitivement divisé en l'an 395, à la mort de Théodose Ier. Si l'Empire romain d'Occident disparaît en 476, l'Empire romain d'Orient subsiste jusqu'en 1453, date de la chute de Constantinople aux mains des Ottomans.

## Les réformes militaires sous Dioclétien et Constantin
La cavalerie représentait environ un tiers des unités, mais parce qu'elle était formée d'unités plus petites, elle ne représentait en réalité qu'un quart des effectifs des armées romaines. La cavalerie lourde représentait la moitié de cette cavalerie, et portait divers noms: les scutarii (littéralement les porteurs de boucliers), les promoti ou les stablesiani, pour n'en nommer que quelques-uns. Ces cavaliers lourds étaient ordinairement armés d'un javelot ou d'une lance, ainsi que d'une épée, et portaient une cotte de mailles. Les cavaliers armés d'arc étaient censés protéger la charge et non combattre par eux-mêmes. Au sein de cette cavalerie, 15 % des effectifs étaient constitués par  des cataphractaires ou des clibanari, cavalerie très lourdement cuirassée et armée qui utilisait des tactiques de choc. La cavalerie byzantine comptait aussi dans ses rangs des archers montés (Equites sagitarii) et différents types de cavalerie légère, nombreuse parmi les limitanei et constituant des troupes très utiles pour les patrouilles frontalières.

## Organisation de la cavalerie byzantine

### Cavalerie lourde: les cataphractaires
La cavalerie lourde byzantine est composée de « kataphractos » (cataphractaires) équipés d'une armure lourde (cataphracte) et généralement d'une arme de combat rapproché (lance ou masse d'arme) et d'une arme de combat à distance (l'arc).  À l'origine, le terme de cataphracte renvoyait à un type de cuirasse, la cataphracte (du grec κατάφρακτος, kataphraktos) qui couvrait la totalité du corps du cavalier et de celui de son cheval. Par la suite, le terme était utilisé pour désigner l'ensemble de la troupe qui est inspirée par les pratiques des peuples barbares de l'est, Huns, Alains, Avars, et des unités perses de l'antiquité.
Hommes et chevaux étaient cuirassés d'une cotte de mailles ou d'écailles. Très lourdement équipée, ce type de cavalerie avait une charge redoutable à cause du poids de l'armure du cheval. Les cataphractaires combinaient « puissance de feu », mobilité et techniques de harcèlement et de corps à corps, constituant ainsi des unités « de choc », polyvalentes et disciplinées. Mais, cette cavalerie coûte cher à entretenir et à former, ce qui explique la taille des armées byzantines. De plus ces troupes se déplaçaient plus lentement que la cavalerie légère, mais leur action sur les champs de bataille, en particulier sous l'empereur Nicéphore Ier, était dévastatrice. Malgré cela, elle reste efficace même en nombre réduit, et permit de contrer les différentes tentatives d'invasions qui suivirent la chute de l'Empire romain d'Occident.

### Cavalerie de ligne
Une autre unité de cavalerie, constituée de latinkons était utilisée pour les charges meurtrières contre les troupes isolées sur le champ de bataille et pouvait servir de soutien en mêlée pour les cataphractaires en cas de besoin. Pour faire face aux archers montés turcs, les byzantins ont créé une unité de soutien : les vardariots. Elle est légèrement protégée mais rapide, très entraînée et équipée d'arcs composites. Ces troupes ont eu une place importante dans la cavalerie byzantine. Les vardariots servaient à prendre en tenaille l'infanterie et cavalerie ennemie et surtout à contrer leurs homologues turcs et mongols.

### Mercenaires et prisonniers de guerre
En 534, des prisonniers de guerre vandales formeront cinq unités de cavaliers, les Vandali Iustiniani, qui seront envoyés sur le front perse par l'empereur Justinien.

## Décadence de la cavalerie byzantine
La force de Byzance dépend de sa capacité à coordonner les actions d'infanterie et de cavaleries, or cette cavalerie byzantine verra sa puissance décroître au fil des siècles. Dans l'idéal, le cavalier byzantin était l'égal du cavalier-archer hun (né dans les steppes, ayant pour ainsi dire grandi sur un cheval), mais en plus lourdement cuirassé.
Sous l'empereur Justinien II, les cavaliers étaient capables de manier à la fois la lance et l'arc alors qu'un siècle plus tard sous l'Empereur Maurice Ier, la plupart n'utilisaient plus qu'une des deux armes. Faute d'un entraînement constant, il est particulièrement difficile de maîtriser les techniques de combats sophistiquées et très différentes de l'archerie montée et du corps à corps de cavalerie.